# Exotherme Reaktion
Eine chemische Reaktion ist exotherm (von altgriechisch ἔξω exo „außen, außerhalb“ und θερμός thermós „warm, heiß“), wenn sie mehr Energie freisetzt, als ihr zunächst als Aktivierungsenergie zugeführt wurde.
Die Produkte einer exothermen Reaktion haben eine geringere Enthalpie {\displaystyle H} als die Ausgangsstoffe; die Reaktionsenthalpie {\displaystyle \Delta _{\mathrm {R} }H} einer exothermen Reaktion ist also negativ.
Findet die Reaktion bei konstantem Druck statt (also unter isobaren Bedingungen), ist die Enthalpieabnahme gleich der abgegebenen Wärmemenge. Im isobaren Fall sind die exothermen Reaktionen also gerade diejenigen, bei denen Wärme an die Umgebung abgegeben wird.
Gelegentlich werden exotherme Reaktionen auch pauschal definiert als Reaktionen, die Wärme abgeben. Im isobaren Fall sind beide Definitionen identisch, darüber hinaus aber im Allgemeinen nicht. Findet die Reaktion beispielsweise bei konstant gehaltenem Volumen statt (isochore Zustandsänderung), entspricht die abgegebene Wärmemenge der Änderung der inneren Energie des Systems, nicht der Änderung der Enthalpie (siehe → Enthalpie für eine nähere Erläuterung). Die Enthalpie ist eine Zustandsgröße. Die Kenntnis von Anfangs- und Endzustand, die formal durch die Edukt- und Produktseiten einer stöchiometrischen Reaktionsgleichung definiert werden, reicht also aus, um die Enthalpieänderung einer chemischen Reaktion zu ermitteln. Die abgegebene Wärmemenge hingegen ist eine Prozessgröße und es ist im Allgemeinen notwendig, auch Details über den Prozessverlauf zu wissen, um sie berechnen zu können.
Den Gegensatz zur exothermen Reaktion bildet die endotherme Reaktion, deren Reaktionsenthalpie positiv ist und die im isobaren Fall die der Enthalpiezunahme zahlenmäßig entsprechende Wärmemenge aufnimmt. Ist eine betrachtete Reaktion exotherm, dann ist die Umkehrreaktion endotherm, und umgekehrt.
Falls die Reaktion in einem adiabatischen Behälter stattfindet, so dass keine Wärme mit der Umgebung ausgetauscht werden kann, führt eine exotherme Reaktion zu einer Erhöhung der Temperatur und eine endotherme Reaktion zu einer Erniedrigung der Temperatur.
In der Physik bezeichnet man eine Kernreaktion, bei der Energie frei wird, als exotherm. Eine exotherme Kernfusion ist etwa das Wasserstoffbrennen, wie es in der Sonne geschieht. Ebenfalls stark exotherm ist die Kernspaltung von beispielsweise Uran.

## Beispiele
Typische exotherme Reaktionen sind:
- Feuer (Verbrennung) bzw. Oxidation
- Abbinden (= Aushärten) von Beton.
- Nach kurzzeitigem Erhitzen reagieren  Eisen und Schwefel unter  Licht- und Wärmeentwicklung zu Eisensulfid

Exotherm, wenn auch in weit geringerem Maße, verläuft oft auch das Mischen von Stoffen (Mischungswärme) oder die Adsorption und Absorption von Stoffen etwa an Aktivkohle oder Zeolithen.

## Exotherme und exergone Reaktionen

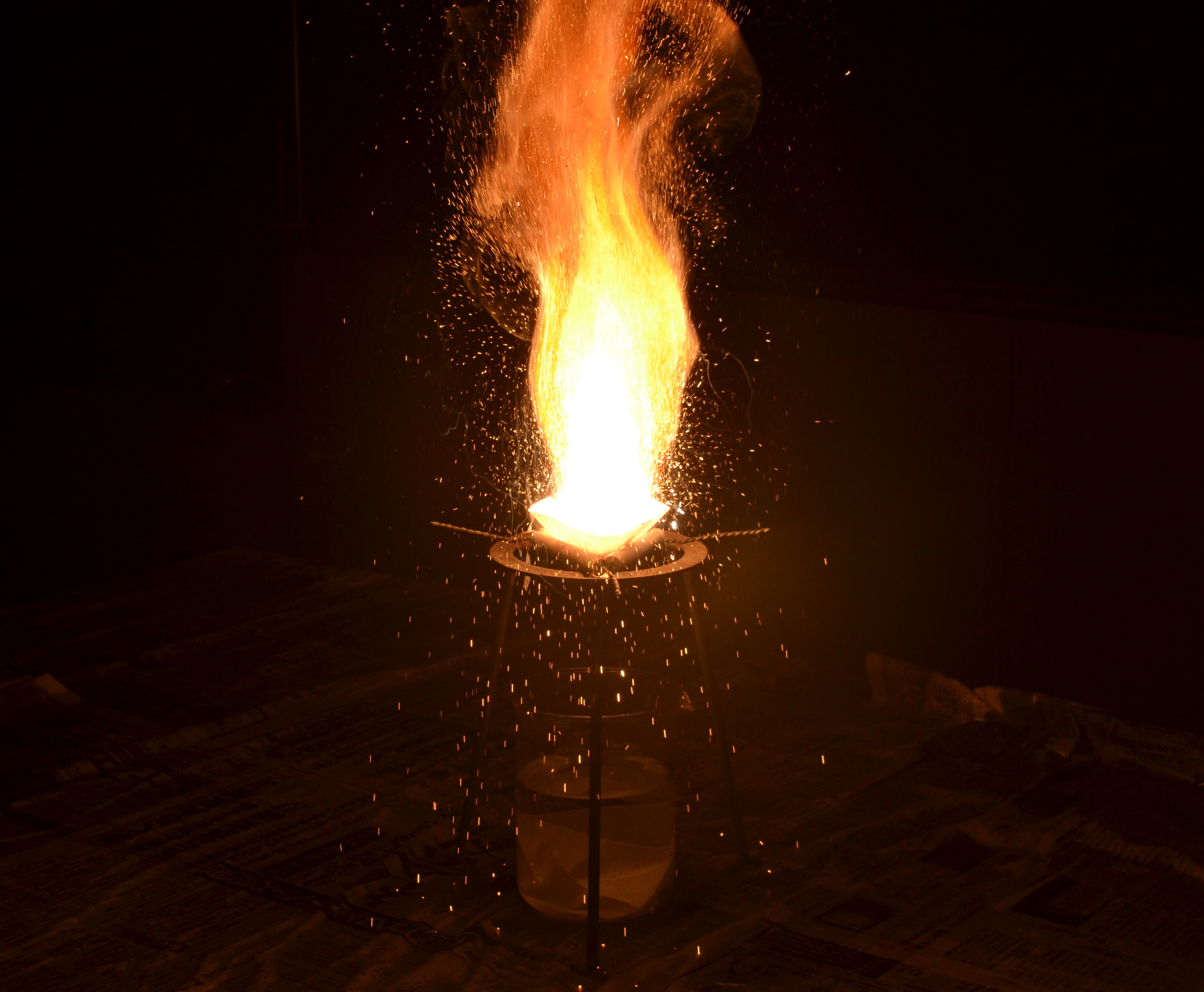
Die Thermitreaktion (die Reduktion von Eisen(III)-oxid durch Aluminium) ist exotherm und läuft sehr heftig ab.

Es erscheint zunächst naheliegend anzunehmen, dass die exothermen Reaktionen gerade diejenigen Reaktionen seien, die freiwillig ablaufen, und dass sie umso heftiger abliefen, je mehr Wärme freigesetzt wird. In vielen Fällen verhalten sich die chemischen Reaktionen auch tatsächlich so. Diese Erfahrung führte in den Anfangsjahren der Thermochemie zur Formulierung des Prinzips von Thomsen und Berthelot. Diese empirische – aber nicht strikt gültige – Regel besagt: Werden Reaktanten unter isobaren und isothermen Bedingungen zusammengebracht, so dass eine chemische Reaktion ablaufen kann, dann ist der resultierende neue Gleichgewichtszustand dadurch gekennzeichnet, dass der zu ihm führende Prozess mehr Wärme freisetzt als jeder andere mögliche Prozess. Mit anderen Worten: Von allen möglichen Prozessen wird der am stärksten exotherme realisiert. Das Prinzip ist auch gleichbedeutend mit der Aussage, dass der realisierte Prozess den Enthalpieunterschied {\displaystyle H_{\mathrm {Anfang} }-H_{\mathrm {Ende} }} möglichst groß und damit die resultierende Enthalpie {\displaystyle H_{\mathrm {Ende} }} möglichst klein macht.
Die Existenz freiwillig ablaufender endothermer Reaktionen und Prozesse (beispielsweise einer verdunstenden Flüssigkeit) zeigt freilich, dass dieses Prinzip keine Allgemeingültigkeit beanspruchen kann. Das tatsächliche Kriterium ist: Es laufen genau jene Reaktionen freiwillig ab, die zu einer Zunahme der Gesamtentropie des Systems und seiner Umgebung führen. Unter isobaren und isothermen Bedingungen ist dieses Kriterium der Gesamtentropie-Maximierung gleichbedeutend mit der Minimierung der Gibbs-Energie des Systems. Eine Reaktion, welche die Gibbs-Energie des Systems verringert, heißt exergone Reaktion. Die Unterscheidung zwischen freiwillig und nicht freiwillig ablaufenden Reaktionen ist gleichbedeutend mit der Unterscheidung zwischen exergonen und endergonen Reaktionen.
Ein Beispiel für eine zwar endotherme, aber trotzdem freiwillig ablaufende chemische Reaktion ist der Zerfall von Distickstofftrioxid in Stickstoffmonoxid und Stickstoffdioxid:
{\displaystyle \mathrm {N_{2}O_{3}\longrightarrow \ NO\ +\ NO_{2}\ ;\quad } \Delta _{\mathrm {R} }H=+39{,}7\;\mathrm {kJ/mol} ,\quad \Delta _{\mathrm {R} }G=-1{,}6\;\mathrm {kJ/mol} }
Die Reaktionsenthalpie {\displaystyle \Delta _{\mathrm {R} }H} dieses Zerfalls ist positiv, die Reaktion also endotherm. Die Gibbssche Reaktionsenergie {\displaystyle \Delta _{\mathrm {R} }G} ist jedoch negativ, die Reaktion also exergon.
Die Änderung der Gibbs-Energie {\displaystyle G=H-TS} beträgt unter Isobaren und isothermen Bedingungen:
{\displaystyle \Delta G=\Delta H-T\ \Delta S}.
Bei kleinen Temperaturen ist {\displaystyle \Delta G\approx \Delta H} und die Minimierung der Gibbs-Energie {\displaystyle G} ist näherungsweise gleichbedeutend mit der Minimierung der Enthalpie {\displaystyle H} des Systems. In diesem Fall sind die exergonen Reaktionen meist auch exotherme Reaktionen, und das Prinzip von Thomsen und Berthelot sagt die Gleichgewichtszustände mittels Betrachtung der Enthalpieänderung näherungsweise korrekt voraus. Auch bei höheren Temperaturen (wie etwa Raumtemperatur) bleibt das Prinzip näherungsweise korrekt, da die Temperaturabhängigkeiten von {\displaystyle \Delta G} und {\displaystyle \Delta H} bei nicht zu hohen Temperaturen ähnlich sind (wie sich unter Berücksichtigung des Dritten Hauptsatzes zeigen lässt) und die Ähnlichkeit von {\displaystyle \Delta G} und {\displaystyle \Delta H} daher bei Temperaturzunahme auch über einen größeren Temperaturbereich erhalten bleibt.
Wenn allerdings eine Reaktion mit einer hinreichend großen Entropiezunahme {\displaystyle \Delta S} einhergeht (wie in den genannten Fällen der verdunstenden Flüssigkeit oder des Zerfalls von Distickstofftrioxid), dann kann es vorkommen, dass der Term {\displaystyle -T\ \Delta S} überwiegt und die Reaktion freiwillig abläuft (exergon, {\displaystyle \Delta G<0}), obwohl ihre Enthalpie dabei zunimmt (endotherm, {\displaystyle \Delta H>0}), die Reaktion hinsichtlich der Enthalpie also „bergauf läuft“.

## Ablauf
Auch wenn eine Reaktion exergon ist, also aus energetischer Sicht freiwillig abläuft, ist damit noch nicht sichergestellt, dass sie auch ohne äußeren Anstoß selbstständig abzulaufen beginnt. Ein Beispiel dafür ist die Reaktion von Kohlenstoff mit Sauerstoff zu Kohlenstoffdioxid:
{\displaystyle \mathrm {C\ +\ O_{2}\longrightarrow \ CO_{2}\ ;\quad } \Delta _{\mathrm {R} }H=-393{,}51\;\mathrm {kJ/mol} ,\quad \Delta _{\mathrm {R} }G=-394{,}36\;\mathrm {kJ/mol} }
Diese Verbrennungsreaktion ist exergon ({\displaystyle \Delta _{\mathrm {R} }G<0}). Ein Stück Kohle gerät jedoch nicht beim bloßen Kontakt mit dem Sauerstoff der Luft in Brand; es muss erst entzündet werden. Anschließend läuft die Verbrennung selbstständig weiter.
In solchen Fällen liegen die Reaktanten ursprünglich nicht in einem reaktionsfähigen Zustand vor. Oft müssen erst  Bindungen aufgebrochen werden, bevor sie in neuer Anordnung wieder gebildet werden können – in diesem Fall die des {\displaystyle \mathrm {O_{2}} }-Moleküls. In der Regel geschieht dies bei der Kollision zweier beteiligter Atome oder Moleküle. Bei der Wechselwirkung während der Kollision werden die ursprünglichen Bindungen zunächst gedehnt, wozu Energie aufgewendet werden muss. Die kollidierenden Teilchen liegen kurzzeitig als so genannter aktivierter Komplex vor, dessen Enthalpieinhalt größer ist als jener der einzelnen Teilchen zusammengenommen; die Enthalpie stammt in der Regel aus der Wärmebewegung der Teilchen. Verfügt der aktivierte Komplex über hinreichend viel Enthalpie, um die betreffenden Bindungen vollends aufzubrechen (die so genannte Aktivierungsenthalpie), dann kann die Reaktion ablaufen. Andernfalls läuft die Reaktion nicht oder nur sehr langsam ab, obwohl sie in thermodynamischer Hinsicht möglich wäre – sie ist „kinetisch gehemmt“ – und die Reaktanten verbleiben in ihrem metastabilen Ausgangszustand. Die Reaktion kann in diesem Fall nur in Gang gesetzt oder beschleunigt werden, wenn dem System genügend Aktivierungsenergie zugeführt wird, meist in Form von Wärmeenergie. Mithilfe eines Katalysators kann diese notwendige Aktivierungsenergie erheblich erniedrigt oder sogar vollständig eliminiert werden, beispielsweise kann Wasserstoff auch ohne Wärmequelle mithilfe von Platin rein katalytisch gezündet werden.
Im Falle einer exothermen Reaktion kann eine Aktivierungsenergie aus der Reaktion selbst stammen. Nur wenn die Reaktion genügend wärme mit einer hinreichenden Temperaturdifferenz freisetzt, ist sie selbsterhaltend, sobald sie einmal in Gang gesetzt wurde. 
| Enthalpieprofil einer exothermen Reaktion | Legende: {\displaystyle \!\ H:={\text{Enthalpie}}} {\displaystyle \!\ \Delta ^{\ddagger }H:={\text{Aktivierungsenthalpie}}} {\displaystyle \!\ \Delta _{\mathrm {R} }H:={\text{Reaktionsenthalpie}}} links: Ausgangszustand der Edukte: metastabil mittig: Übergangszustand des aktivierten Komplexes: instabil rechts: Endzustand der Produkte: stabil |

Für die endotherme Umkehrreaktion ist die aufzubringende Aktivierungsenthalpie größer als für die Hinreaktion, nämlich gerade die Summe aus Aktivierungsenthalpie {\displaystyle \Delta ^{\ddagger }H} und Reaktionsenthalpie {\displaystyle \Delta _{\mathrm {R} }H} der Hinreaktion, wie auch aus dem Diagramm ersichtlich ist.

## Kernphysik
Auch bei Kernreaktionen wird der Begriff exotherm benutzt. Er besagt, dass bei der Reaktion Energie freigesetzt wird, die als kinetische Energie der Reaktionsprodukte auftritt. Technisch wichtige exotherme Kernreaktionen sind die neutroneninduzierte Kernspaltung und die Kernfusion von Wasserstoffisotopen.